# Мульчер

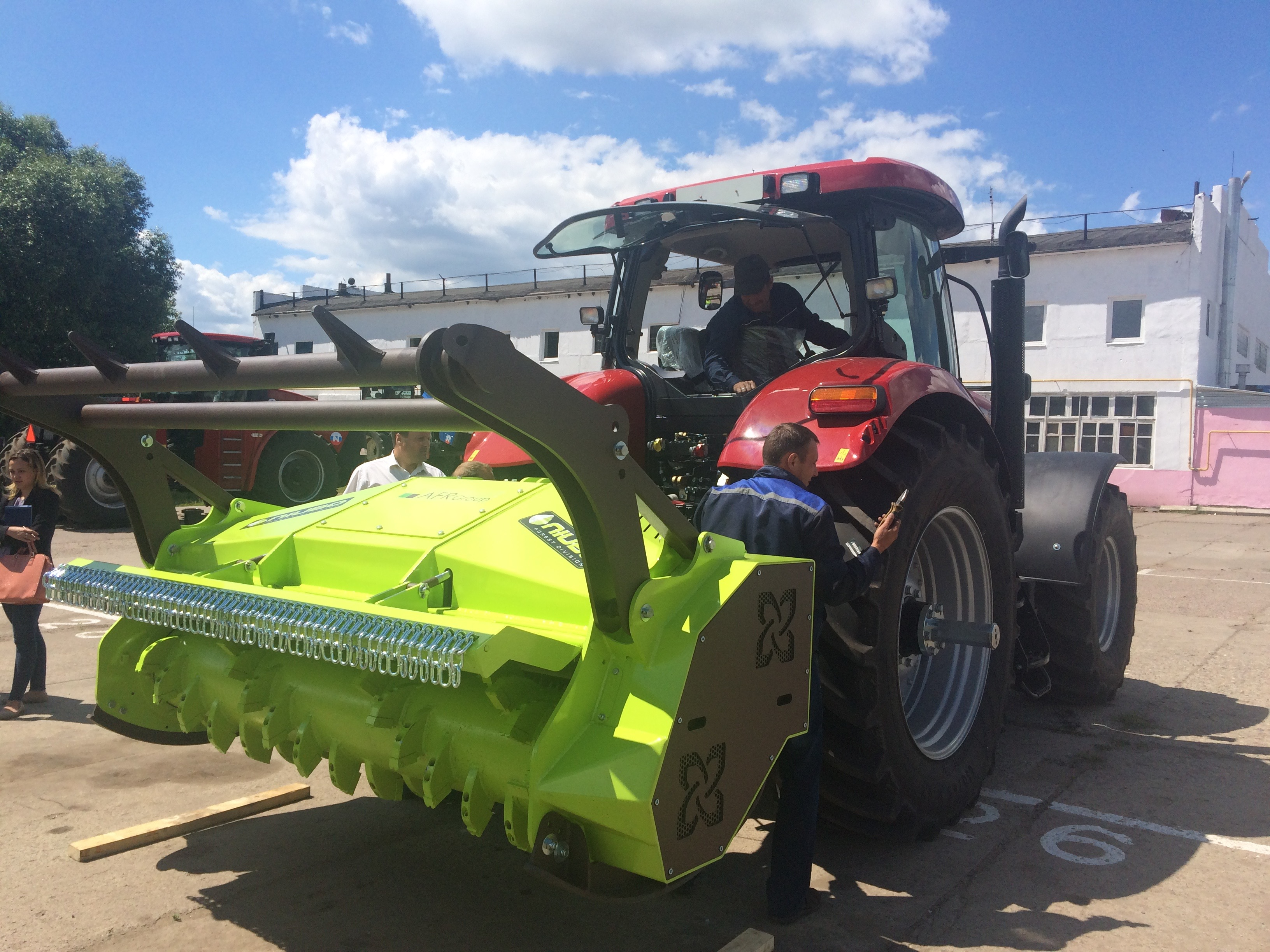
Мульчер навесной на тракторе

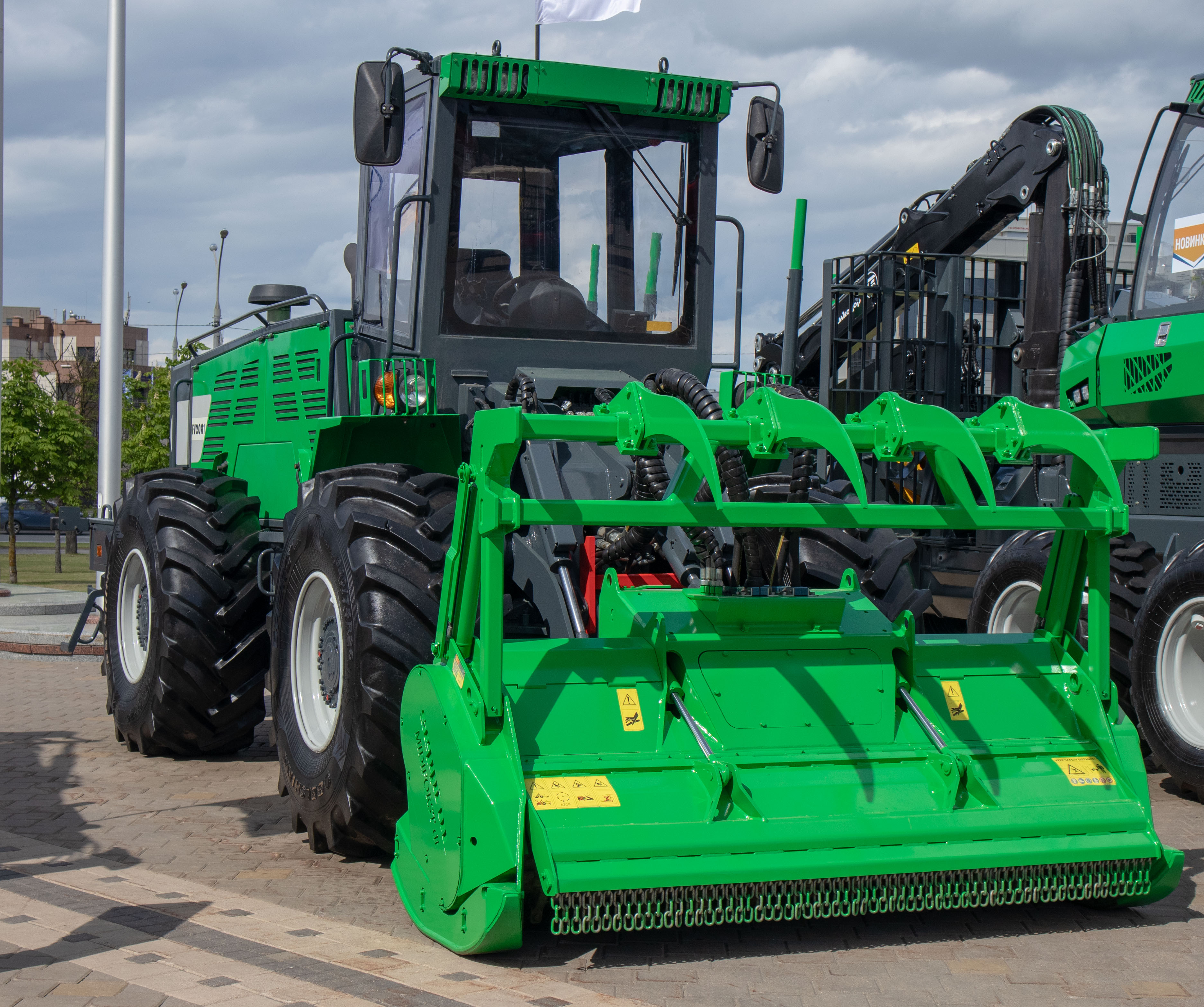
Самоходный мульчер Амкодор FV20A1

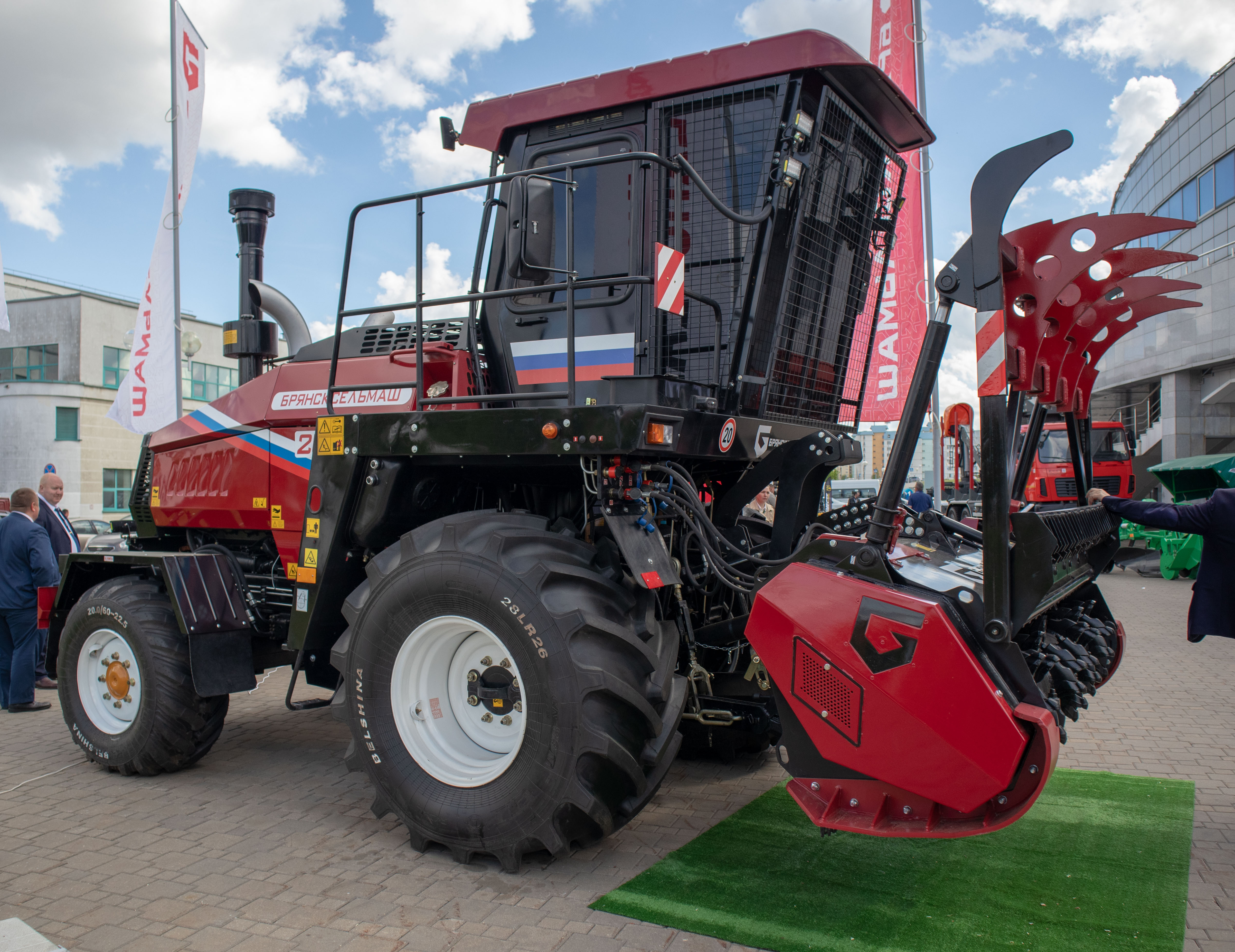
Самоходный мульчер Брянсксельмаш «Десна-Полесье»

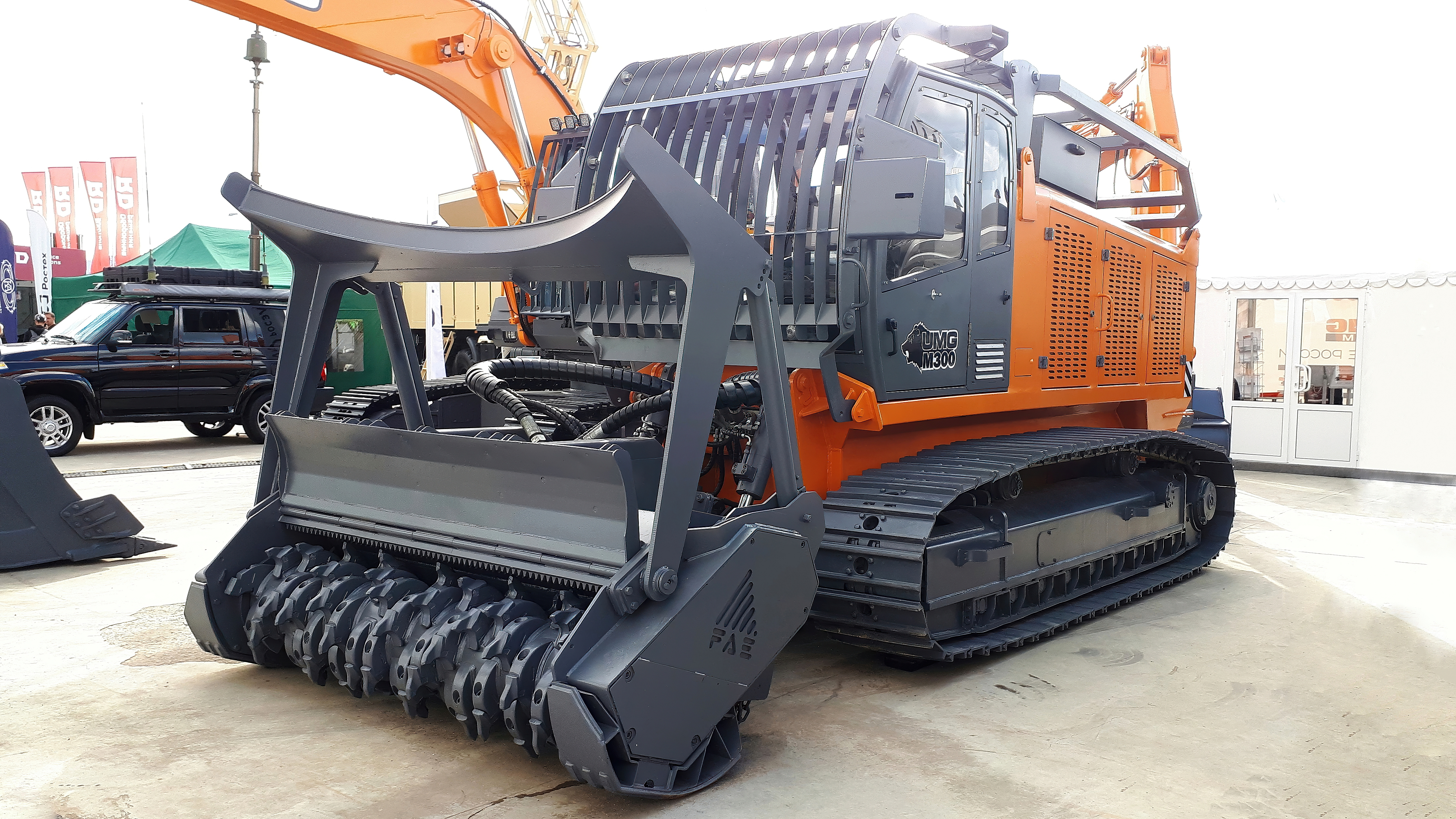
Машина для расчистки просек

Мульчер (лесной измельчитель, англ. mulcher), лесной мульчер — оборудование, предназначенное для измельчения древесины, пней и кустарника на корню. Наиболее близкое оборудование — кусторез, измельчитель пней. Само слово «мульчер» образовано от слова «мульча», означающего измельчённый материал (щепки, листья и т. п.), образующийся при работе мульчера.

## Характеристики
Чаще всего мульчер представляет собой навесное оборудование, которое навешивается на различные шасси: тракторы, погрузчики, экскаваторы. Существуют также так называемые «самоходные мульчеры», в которых роль энергосредства выполняет трактор, специально разработанный для работы с мульчером.
Рабочее устройство — тяжёлый металлический (стальной) ротор с установленными на нём подвижными молотками (ножами) или неподвижными резцами. На ротор, предназначенный для установки подвижных молотков, нельзя установить неподвижные резцы; обратное также верно. Корпус мульчера представляет собой по сути измельчающую камеру. Корпус современного мульчера имеет открывающуюся часть (капот), с помощью которого можно регулировать пропускную способность мульчера и степень измельчения материала. Мульчеры, как правило, имеют также рамку-толкатель, которая наклоняет и направляет падающие деревья по ходу движения трактора, что с одной стороны удобно в работе, а с другой стороны защищает кабину трактора.
Таким образом, основная задача мульчера — расчистка территории от древесно-кустарниковой растительности (ДКР).
Мульчеры широко применяются при решении следующих задач:
- расчистка полосы отвода ЛЭП, газопроводов и нефтепроводов и других подобных объектов от ДКР;
- подготовка заросших деревьями/кустами площадок под строительство;
- создание противопожарных полос в лесных массивах;
- уничтожение старых отслуживших садов;
- уход за лесными участками;
- расчистка лесосек от пней;
- расчистка заросших лесом полей в сельском хозяйстве, разработка залежей.

### Может ли мульчер работать с заглублением в грунт?
Не стоит путать мульчер с лесной фрезой (ротоватором). Мульчер выполняет работы на поверхности земли — валка и измельчение древесно-кустарниковой растительности, измельчение порубочных остатков. Лесная фреза, или ротоватор, предназначена для измельчения корней, пней, камней под уровнем грунта, с заглублением на 5-70 см в землю. Основная причина в том, что для измельчения деревьев и кустов требуется большая скорость резания/удара, в то время как при работе в грунте/почве, наоборот, скорость должна быть небольшой. Таким образом, технические решения, заложенные в конструкцию классического мульчера, не позволяют его одновременно использовать в качестве лесной фрезы, и наоборот, ротоватор не следует использовать в качестве мульчера.
Некоторые производители мульчеров допускают незначительное заглубление резцов ротора в грунт для смешивания мульчи с землёй, как правило на глубину не более 3-5 см.

## Виды мульчеров
Мульчеры классифицируют по типу привода:
- от вала отбора мощности (ВОМ) трактора;
- от гидравлической системы трактора, погрузчика либо экскаватора, на котором установлен мульчер;
- от собственного дизеля. Данные модификации, как правило, дороги и имеют значительный вес.

Возможна установка мульчеров на различные виды шасси:
- на тракторы, привод при этом осуществляется от ВОМ;
- на фронтальные погрузчики, в этом случае привод осуществляется от гидравлики погрузчика;
- на экскаваторы, привод при этом осуществляется от гидравлики экскаватора.

К мульчерам часто относят и некоторые модели грунтовых фрез (универсальные фрезы), разработанные специально для работы с погружением ротора в грунт. Грунтовые фрезы позволяют измельчать корни и пни, разрыхлять почву. Некоторые универсальные фрезы могут работать и как мульчер, измельчая стоящие деревья, и как грунтовая фреза, измельчая пни и корни. На ряд фрез в качестве опции устанавливается опорный каток, который выполняет двойную роль: в верхнем положении заменяет рамку-толкатель, в нижнем положении уплотняет почву.
Грунтовые фрезы конструктивно более сложные, по сравнению с мульчерами, поскольку абразивность грунта (почвы), наличие камней предъявляют повышенные требования к износостойкости и надёжности всех компонентов машины.
Харвестеры биомассы — мульчеры с функцией сбора щепы.

## Принцип работы
Заключается в следующем. Мульчер едет с низкой скоростью (обычно до 2 км/ч), ротор вращается. Древесина, попадающая под ротор, измельчается. Управление мульчером осуществляется водителем трактора.
Работа, как правило, осуществляется в 3 этапа:
1. Оператор открывает капот и наклоняет дерево. Как правило, капот открывается гидроцилиндром.
2. Ротор вгрызается в дерево.
3. Оператор закрывает капот, едет в обратном направлении. При этом измельчается древесина, оставшаяся целой после первых двух этапов.

Поскольку большую часть времени оператор едет в прямом направлении (мульчером вперёд), рекомендуется работать с тракторами, оснащёнными реверсивным постом управления.
Принцип работы мульчера, установленного на минипогрузчик (компактный погрузчик, погрузчик с бортовым поворотом), сходен с принципом работы мульчера, установленного на трактор. Однако мульчер может быть поднят выше, чем установленный на тракторе. Это даёт дополнительное удобство в работе. Как правило, установленные на погрузчик мульчеры обеспечивают большую эффективность по сравнению с их тракторными аналогами той же мощности.

## Рабочие органы машины
Основным рабочим элементом любого мульчера является ротор. Лучше себя зарекомендовал ротор с неподвижными резцами, который при прочих равных условиях производительнее ротора с подвижными молотками на 15-30 %, особенно на измельчении пней и стволов деревьев.
Резцы и молотки мульчеров различных производителей не взаимозаменяемы. Более того, резцы и молотки мульчеров одного производителя, но разных моделей, также не всегда взаимозаменяемы. Поэтому при заказе сменного инструмента необходимо уточнять производителя, модель оборудования и тип инструмента. Кроме того, важно обратить внимание на конструкцию ротора — лучше, если он гладкой цилиндрической формы, без рёбер жёсткости, которые приводят к повышенному износу и расходу топлива. Ещё одна важнейшая деталь — крепление резцов к их держателям. Держатели приварены к ротору, а зубья крепятся к держателям при помощи винтов (либо болтов). Очень важно, чтобы крепление было простое, но и надёжное, чтобы крепёжный механизм не подвергался нагрузкам и трению. При этом держатель должен быть максимально защищён его резцом от истирания и прочих повреждений.
При работе от ВОМа мощность от трактора передаётся через карданный вал на редуктор. Редукторы рассчитаны на 540 либо на 1000 об/мин.

## Мульчеры с гидравлической подачей
Отдельным классом стоят мульчеры с гидравлической подачей. Они предназначены для переработки накопленных завалов древесины.
Рабочим органом также является ротор.
На входе данного устройства установлен один или два ролика гидравлической подачи. Ролики затягивают древесину внутрь непосредственно из кучи, без её предварительного разбора. Причём ветви и древесину небольших диаметров (иногда до 8-10 см) возможно перерабатывать при движении трактора со скоростями большими, нежели у классических мульчеров. К сожалению, в России практически не встречаются.

## Производители
В России наиболее распространены мульчеры отечественного и европейского производства, североамериканские компании представлены мало. Примечательно, что даже на канадском рынке европейские производители доминируют — более 60 % рынка.
Несмотря на схожесть конструкций мульчеров, режущий инструмент (подвижные молотки и неподвижные резцы) у различных производителей не взаимозаменяемы. В ряде случаев конструкция резцов защищена патентами. Поэтому при приобретении мульчеров настоятельно рекомендуется обратить внимание на доступность сменного инструмента.
Как правило, крупные компании-производители мульчеров предлагают широкий выбор сменных резцов (ножей), в зависимости от конкретных задач и условий работы. Самые распространённый тип резцов — резцы с твёрдосплавными напайками. Такие резцы долго сохраняют свои свойства, не требуют заточки, легко заменяются, относительно устойчивы к присутствию камней. Ряд производителей предлагают острые резцы без твёрдого сплава.
Острые резцы в работе более производительны по сравнению с твёрдосплавными резцами (ножами), благодаря более агрессивному углу резания, и более доступны по цене, однако требуют ежедневной заточки и обслуживания, что приводит к потере эффективного рабочего времени. При заточке резцов в «полевых условиях» крайне трудно сохранить нужный угол заточки и степень закалки ножей. Острые резцы очень быстро выходят из строя при контакте с камнями, поэтому, например для обслуживания полосы отвода авто- и железных дорог, где постоянно присутствует щебень и гравий, рекомендуются только твёрдосплавные резцы.